# Tiranet orellut de Veneçuela
El tiranet orellut de Veneçuela (Pogonotriccus venezuelanus) és un ocell de la família dels tirànids (Tyrannidae).

## Hàbitat i distribució
Habita els boscos de les muntanyes del nord de Veneçuela.